# 11 Pułk SS-Totenkopf
11 Pułk SS-Totenkopf (niem. 11. SS-Totenkopfstandarte albo SS-Totenkopfstandarte 11) – jeden z pułków wchodzących w skład SS-Totenkopfverbände (potocznie oddziałów trupich główek).

## Historia pułku
Sformowany w Radomiu na mocy rozkazu z 11 listopada 1939, z części pułków (Standarten): 4 i 7 SS-Totenkopf.
Faktyczne powołanie nastąpiło jednak dopiero na wiosnę 1940. Do tego czasu sztab Standarte 11 oraz I batalion mieściły się w Radomiu, II batalion w Warszawie, a III batalion w Lublinie.
22 maja 1940 przeniesiony do ochrony plaż w Holandii, w okolicy Zandvoort. 17 czerwca 1940 sztab ulokował się w Bredzie, I batalion w Maastricht, a III batalion w Arnhem. Późnym latem cały pułk Standarte 11 ulokował się w niemal nowych koszarach w Arnhem.
25 lutego 1941 przemianowany na zmotoryzowany 11 Pułk Piechoty SS (SS-Infanterie-Regiment 11), 14 października 1941 rozformowany.

## Dowódcy
- SS-Standartenführer Wilhelm Messner 11.11.1939 – ?
- SS-Standartenführer Prof. Karl Diebitsch 15.01.1940 – 28.07.1940
- SS-Obersturmbannführer Dr. Ing. Wim Brandt 01.12.1940 – 13.07.1941
- SS-Obersturmbannführer Jürgen Wagner 13.07.1941 – październik 1941
- SS-Obersturmbannführer August Schmidhuber październik 1941